# Beleg van Roermond (1632)

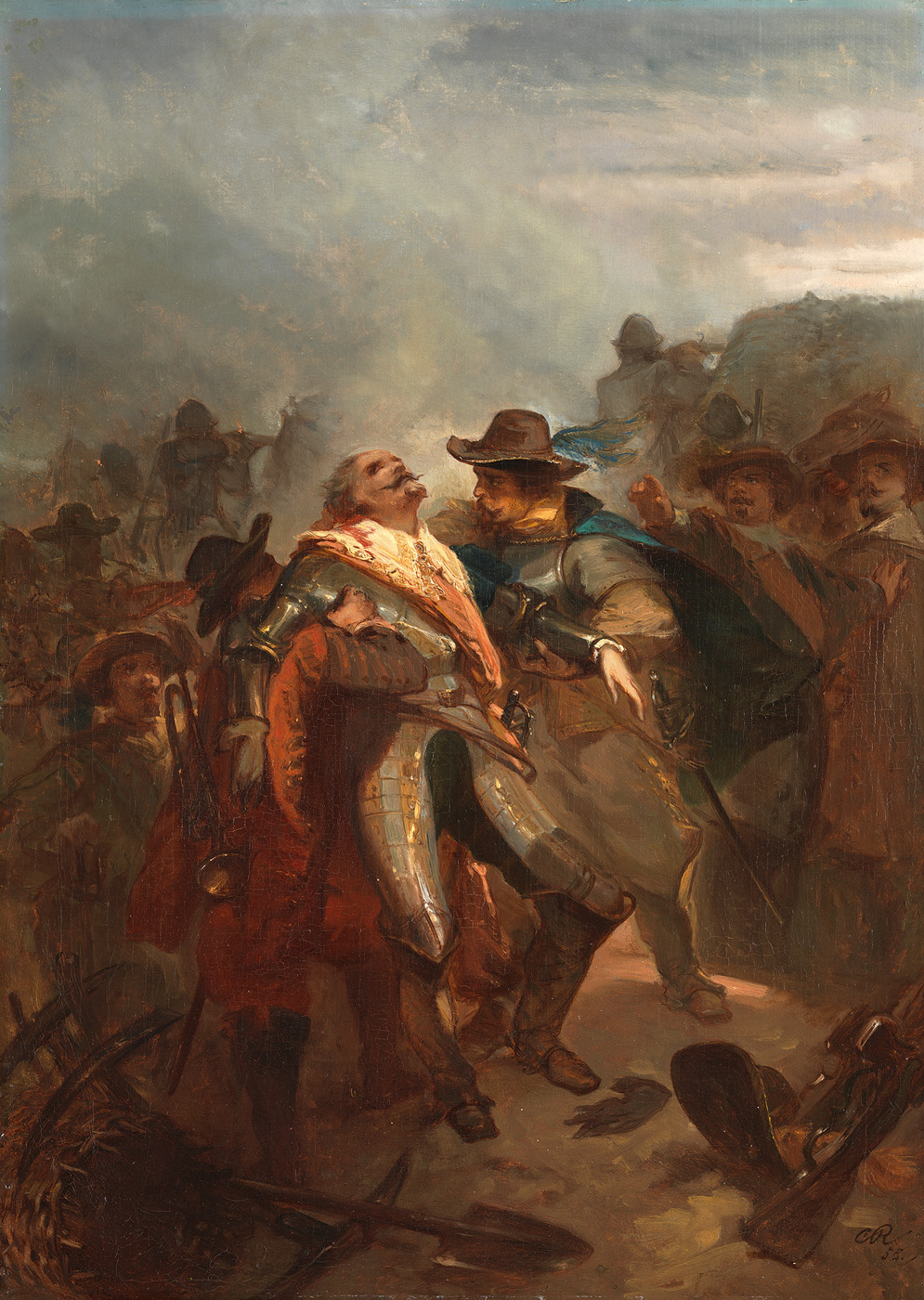
Ernst Casimir sneuvelt bij Roermond.

Het Beleg van Roermond in 1632 maakte deel uit van Frederik Hendriks Veldtocht langs de Maas tijdens de Tachtigjarige Oorlog. Het beleg duurde van 2 juni tot en met 5 juni. Uiteindelijk werd de stad Roermond onder voorwaarden door Frederik Hendrik ingenomen.

## Achtergrond
12 compagnieën van Hollandse soldaten voerden in 1577–1578 een mislukte belegering van Roermond uit. Het koninklijke garnizoen deed in januari 1578 een uitval en verdreef de belegeraars. Zo kwam het dat, terwijl de drie nederkwartieren van Gelre zich in 1579 aansloten bij de Unie van Utrecht, het kwartier van Roermond deel ging uitmaken van de Zuidelijke Nederlanden als Spaans Gelre. Op 9 februari 1580 werd bekendgemaakt door middel van een koninklijk plakkaat (uitgevaardigd door Alexander Farnese, de prins van Parma) dat het Hof van Gelre en Zutphen voortaan in Roermond zou zetelen. Dit plakkaat werd echter niet erkend van staatse zijde. Zo gebeurde het dat er twee hoven zetelden in Gelre die zichzelf als voortzetting van het originele hof van 1543 beschouwden. Het Roermondse Hof bleef functioneren tot de Vrede van Utrecht in 1713, waarin Opper-Gelre werd opgedeeld.

## Aanloop
Omstreeks Pinksteren in het jaar 1632 verzamelde Frederik Hendrik op de Mookerheide een leger van 3.000 ruiters en 17.000 voetknechten bij elkaar en viel onmiddellijk Venlo aan. Hij zond graaf Ernst Casimir, stadhouder van Friesland, naar Roermond en kolonel Wijnbergen naar Straelen. 
Frederik Hendrik hield zich intussen bezig met de innames van Sittard, Maaseik, Erkelenz en later ook Maastricht. Venlo en Straelen gaven zich spoedig over op 3 juni. 

## Verloop
Ernst Casimir arriveerde op 2 juni te Roermond. Hij ging tot inspectie over van de approches die middag, maar op het moment dat hij van zijn paard afsteeg om dekking te zoeken in een loopgraaf werd hij getroffen door een kogel die werd afgevuurd vanuit de stad. Enkele uren later stierf hij. De volgende dag was Venlo veroverd en vernam Frederik Hendrik het nieuws over Ernst Casimir. Hij toog meteen met het gehele leger naar Roermond en arriveerde daar op 4 juni.
In de ochtend van 4 juni vergaderden de autoriteiten van Roermond op het stadhuis om de overgave van de stad in beraad te nemen. Dezelfde middag verscheen een trompetter met een brief waarin de stad een zeer gunstige capitulatie werd aangeboden. De magistraat verzocht de prins om de vijandelijkheden te schorsen, zodat een commissie uitgenodigd kon worden voor een beraad. De prins ging akkoord en wees het dorp Ool aan als plaats van bijeenkomst der afgevaardigden. 
Op 5 juni capituleerde Roermond onder voorwaarden. De belangrijkste voorwaarden behelsden:
- Roermond moest een kerk beschikbaar stellen voor de hervormde godsdienst, St. Joris of een andere kerk.
- Omdat Roermond Staats werd, moesten alle inwoners, geestelijk of wereldlijk, in hun privileges, rechten en oude herkomsten beschermd en bewaard worden
- Het openbaar gebruik van de rooms-katholieke godsdienst en de inkomsten voor de stad werden getolereerd.
- Het in Roermond gelegerde garnizoen moest naar Rheinberg vertrekken.

Na het vertrek van het garnizoen trok de prins op 6 juni de stad in. Burgemeester Bosmann en het magistraat boden hem op de markt de stadssleutels aan. De prins bezocht daarop de vestingwerken en keerde daarna terug naar zijn leger. Ritmeester Randtwijk werd tot gouverneur van de stad benoemd. Acht compagnieën bleven achter in Roermond als nieuw garnizoen voor de stad.

## Nasleep
Door de capitulatie werd ook in Roermond de reformatie ingevoerd. De Sint-Joriskerk werd aan de hervormden afgestaan, maar de Staten-Generaal die op 1 juli naar Roermond kwamen vonden deze te klein en kozen de Heilige Geestkerk. 
De hoed van Ernst Casimir met kogelgat en kogel worden tegenwoordig bewaard in het Rijksmuseum.
Beleg van Roermond in: 1543 · 1572 (Inname) · 1577-78 · 1632 · 1637 · 1702 · 1757 · 1792